# Мужаидов, Абакар Набиевич
Абакар Набиевич Мужаидов (1983, Махачкала, Дагестанская АССР, РСФСР, СССР) — российский тайбоксер, чемпион мира и России. Мастер спорта России международного класса.

## Спортивная карьера
Тайским боксом занимался с 1996 года. Является воспитанником махачкалинского ДГЦБИ и школы «Скорпион», занимался под руководством А. А. Даудова. В ноябре 2000 года в Ростове-на-Дону выиграл на открытом Кубке Юга России. В декабре 2000 года в Челябинске выиграл чемпионат России, также был признан лучшим бойцом турнира . В марте 2001 года принимал участие на чемпионате мира в Бангкоке. В декабре 2001 года в Челябинске во второй раз стал чемпионом России. В мае 2002 года выиграл Кубок России в Сочи. В июне 2002 года в Луганске стал серебряным призёром Кубка президента Украины. В ноябре 2002 года стал серебряным призёром чемпионата Европы в Португалии. В декабре 2002 года в Зернограде в третий раз стал чемпионом России. В марте 2003 года в Бангкоке стал чемпионом мира. 

## Достижения и награды
- Чемпионат России по тайскому боксу 2000 — ;
- Чемпионат России по тайскому боксу 2001 — ;
- Чемпионат Европы по тайскому боксу 2002 — ;
- Чемпионат России по тайскому боксу 2002 — ;
- Чемпионат мира по тайскому боксу 2003 — ;

## Личная жизнь
В 2000 году окончил среднюю школу № 34 в Махачкале.